# Forat
Forat war eine mehrmals bei antiken Autoren und in antiken Inschriften genannte Hafenstadt am Persischen Golf.
Die Stadt blühte vor allem im Reich von Charakene, bei dem es sich um ein Vasallenstaat des Partherreiches handelte. Forat war eine wichtige Handelsstadt, die Babylonien und Palmyra mit Indien verband. Die Stadt scheint gegründet worden zu sein, nachdem der Hafen von Charax Spasinu versandete. In sassanidischer Zeit hieß der Ort wohl Vahman Ardaschir. Forat wird in der Forschung mit Maglub identifiziert, bei dem es sich um ein 1,8 × 1,3 km großen Ruinenhügel handelt. Ausgrabungen fanden bisher nicht statt. Oberflächenfunde datieren vor allem in sassanidische und frühislamische Zeit.